# The Lemon Pipers
The Lemon Pipers was een Amerikaanse band uit Oxford, Ohio. De band werd in 1966 opgericht met Tony Brazis als zanger. Nog hetzelfde jaar verliet hij de band en werd zijn plaats ingenomen door Ivan Browne.
De band maakte een regulier album en een aantal singles. Toen ze al gestopt waren, werd af en toe nog een verzamelalbum uitgebracht. Hun grootste hit was het bubblegum-nummer Green tambourine (1968). Dit nummer hadden ze eigenlijk alleen opgenomen om tegemoet te komen aan hun platenlabel. Zelf hadden ze liever psychedelische muziek gespeeld. Toen ze die richting insloegen, was echter ook het succes voorbij. In 1969 ging de band weer uit elkaar. Bartlett sloot zich vervolgens aan bij Ram Jam, de band die in 1977 een wereldhit had met Black Betty.

## Bezetting
De bezetting was als volgt:
- 1966: Tony Brazis, gitaar en zang
- 1966-1969: Ivan Browne, gitaar en zang (vervanger van Brazis)
- 1966-1969: Bill Bartlett - leadgitaar
- 1966-1969: Reg (R.G.) Nave, toetsen en tamboerijn
- 1966-1969: Steve Walmsley, basgitaar
- 1966-1969: Bill Albaugh, drumstel

## Discografie
Album
Er waren enkele verzamelalbums en het volgende regulier album:
- 1968: Green tambourine

Singles
| Jaar | single                             | Billboard Hot 100 | opmerkingen                                   |
| ---- | ---------------------------------- | ----------------- | --------------------------------------------- |
| 1966 | Quiet please                       | -                 |                                               |
| 1966 | Turn around and take a look        | -                 |                                               |
| 1966 | Green tambourine                   | 1                 | In Nederland op nr. 9, in Vlaanderen geen hit |
| 1968 | Quiet please                       | -                 |                                               |
| 1968 | Rice is nice                       | 46                |                                               |
| 1968 | Jelly jungle (of orange marmalade) | 51                |                                               |
| 1968 | Wine and violet                    | -                 |                                               |
| 1968 | Love beads and meditation          | -                 |                                               |
| 1969 | Rainbow tree                       | -                 |                                               |
| 1969 | I was not born to follow           | -                 |                                               |
| 1975 | Green tambourine                   | -                 |                                               |

NPO Radio 2 Top 2000
Van The Lemon Pipers stond alleen Green tambourine in 2000 in de NPO Radio 2 Top 2000, op plek 1885.